# Батурин, Николай Павлович
Николай Павлович Батурин (1910—1973) — старший лейтенант Советской Армии, участник Великой Отечественной войны, Герой Советского Союза (1945).

## Биография
Николай Батурин родился 27 июня 1910 года в селе Лабино Юргинского района Тюменской области в крестьянской семье. Окончил неполную среднюю школу. В 1932—1935 годах проходил службу в Рабоче-крестьянской Красной Армии. В 1936 году поселился в городе Ессентуки, где работал инкассатором Госбанка. В 1940 году вступил в ВКП(б). С августа 1941 года — на фронтах Великой Отечественной войны. Участвовал в обороне Сталинграда: боях в районе Сарпинских озёр, у посёлка Верхне-Кумский, освобождении станиц Ростовской области (Зимовники, Будённовская, Егорлыкская). После этого был отозван из части и направлен на учёбу. В 1943 году окончил курсы усовершенствования технического состава бронетанковых войск, в 1944 году — курсы усовершенствования офицерского состава. В мае 1944 года лейтенант Батурин вернулся в своё подразделение, стал командиром танкового взвода 36-й гвардейской танковой бригады 4-го гвардейского мехкорпуса 3-го Украинского фронта. Отличился во время Ясско-Кишинёвской операции.
В августе 1944 года одной из группировок немецких войск, попавших в окружение, удалось прорваться на дорогу к переправе через Прут в районе села Минжир Котовского района Молдавской ССР. Взвод Батурина нанёс неожиданный удар по немецким войскам. Когда пришедший в себя противник открыл огонь, Батурин начал маневрировать, применяя для укрытия танков своего взвода от прямых попаданий рельеф местности. На второй день боя, на рассвете, взвод был атакован тремя самоходными орудиями, два из которых танкистам удалось подбить, а экипаж третьей сдался в плен. В результате данной операции взвод Батурина уничтожил около 200 немецких солдат и офицеров, 40 автомашин и захватил около 120 пленных.
Указом Президиума Верховного Совета СССР от 24 марта 1945 года за «образцовое выполнение боевых заданий командования на фронте борьбы с немецко-фашистскими захватчиками и проявленные при этом отвагу и геройство» гвардии лейтенант Николай Батурин был удостоен высокого звания Героя Советского Союза с вручением ордена Ленина и медали «Золотая Звезда» за номером 4783.
Участвовал в освобождении Румынии, Болгарии, Югославии, Венгрии, Чехословакии. В 1947 году в звании старшего лейтенанта Батурин был уволен в запас. Проживал и работал на шахте в Донецке. Умер 13 октября 1973 года, похоронен в Донецке.
Был также награждён орденами Красного Знамени и Красной Звезды, рядом медалей, в том числе одной иностранной.
Одна из улиц Донецка названа в честь Батурина, а на шахте «Трудовская», где он работал, установлена мемориальная доска в память о нём.